# Salinaria diffusella
Salinaria diffusella är en fjärilsart som beskrevs av Hugo Theodor Christoph 1873. Salinaria diffusella ingår i släktet Salinaria och familjen mott. Inga underarter finns listade i Catalogue of Life.